# Bolesław Bierut
Bolesław Bierut ([bɔˈlɛswaf ˈbjɛrut] ⓘ; 18 tháng 4 năm 1892 – 12 tháng 3 năm 1956) là nhà lãnh đạo cộng sản người Ba Lan, Đặc vụ NKVD, và theo đường lối Chủ nghĩa Stalin. Ông là Chủ tịch Hội đồng nhân dân Ba Lan từ năm 1944 đến năm 1947, là Tổng bí thư Đảng Công nhân thống nhất Ba Lan từ năm 1948 đến năm 1956, là Thủ tướng Cộng hòa Nhân dân Ba Lan từ năm 1952 đến năm 1954..